# رقابة الزئبق في الولايات المتحدة
تحد رقابة الزئبق في الولايات المتحدة، من تركيزات الزئبق القصوى المسموح بها في الهواء والماء والتربة والأغذية والأدوية. تصدر اللوائح من قبل وكالات مثل وكالة حماية البيئة، وإدارة الغذاء والدواء، بالإضافة إلى السلطات الحكومية والمحلية المتنوعة. نشرت وكالة حماية البيئة لائحة معايير الزئبق وسموم الهواء في عام 2012، ومثلت المعايير الفيدرالية الأولى التي تتطلب محطات توليد الطاقة للحد من انبعاثات الزئبق والغازات السامة الأخرى.

## خلفية

### أشكال الزئبق
يتوفر الزئبق بشكل طبيعي في البيئة بأشكال عديدة. يُعرف الزئبق بشكله النقي باسم الزئبق «الأولي» أو الزئبق «المعدني»، والزئبق الأولي معدن أبيض فضي لامع يتحول إلى سائل في درجة حرارة الغرفة. لا نجده بهذا الشكل في الطبيعة، وإنما في المركبات والأملاح غير العضوية. يتبخر الزئبق في الهواء ببطء إذا لم يكن معبئًا، مشكلًا بخارًا، وتزداد كمية البخار مع ارتفاع درجات الحرارة. يستخدم الزئبق الأولي تقليديًا في موازين الحرارة وبعض المفاتيح الكهربائية.
تشتمل مركبات الزئبق غير العضوية أو أملاح الزئبق الأكثر شيوعًا في الطبيعة، على كبريتيد الزئبق (HgS) وأكسيد الزئبق (HgO) وكلوريد الزئبق الثنائي (HgCl2)، ومعظمها عبارة عن مساحيق أو بلورات بيضاء، باستثناء كبريتيد الزئبق ذي اللون الأحمر والذي يتحول إلى اللون الأسود بعد تعرضه للضوء.
يتكون الزئبق العضوي عندما يتحد الزئبق مع الكربون وعناصر أخرى، ومن أمثلة مركبات الزئبق العضوية ثنائي ميثيل الزئبق، وخلات فينيل الزئبق، وكلوريد ميثيل الزئبق. يعدّ ميثيل الزئبق الشكل الأكثر شيوعًا في البيئة.

### كيف يتوفر الزئبق في الطبيعة
قد يتحول الزئبق الأولي في الغلاف الجوي إلى أشكال زئبق غير عضوي، ما يوفر مسارًا مهمًا لترسب الزئبق الأولي المنبعث.
يمكن لبعض الكائنات الحية الدقيقة إنتاج الزئبق العضوي من أشكال الزئبق الأخرى، وخاصة ميثيل الزئبق. يمكن أن يتراكم ميثيل الزئبق في الكائنات الحية ويصل إلى مستويات عالية في الأسماك والثدييات البحرية عبر عملية تسمى التراكم الحيوي (أي ازدياد التركيزات في السلسلة الغذائية).
لا يمكن للزئبق -كونه عنصرًا- أن يتحطم أو يتحلل إلى مواد غير ضارة. قد يتغير الزئبق بين مختلف الحالات والأنواع في دورته، ولكن الزئبق الأولي أبسط أشكاله، وهو في حد ذاته ضار بالبشر والبيئة. يمكن أن يصبح الزئبق كثير الانتقال بمجرد تحرره من المواد الخام أو الوقود الأحفوري أو الرواسب المعدنية المخبأة في قشرة الأرض وانطلاقه في المحيط الحيوي، ومن ثم تصبح دورته بين سطح الأرض والغلاف الجوي. يُعتقد أن تربة سطح الأرض والأجسام المائية ورواسب القاع هي أحواض الغلاف الحيوي الأولية للزئبق.
انتواع الزئبق
يُطلق على الأشكال المختلفة للزئبق المتوافر (مثل بخار الزئبق الأولي، أو ميثيل الزئبق، أو كلوريد الزئبق) عادةً «أنواعًا». تشمل المجموعات الرئيسية لأنواع الزئبق، الزئبق الأولي وأشكال الزئبق غير العضوية والعضوية. يعدّ الانتواع المصطلح شائع الاستخدام لتمثيل توزيع كمية من الزئبق بين الأنواع المختلفة.
يؤثر الانتواع على انتقال الزئبق ضمن -وبين- الأجزاء البيئية بما في ذلك الغلاف الجوي والمحيطات. يعدّ الانتواع مثلًا عاملًا محددًا لمدى انتقال الزئبق المنبعث إلى الهواء من المصدر. يمكن أن تتساقط جزيئات الزئبق الممتز على الجسيمات ومركبات الزئبق الأيونية (ثنائية التكافؤ مثلًا) على الأرض وفي المياه، بالقرب من المصادر (لمسافات محلية أو إقليمية) بشكل رئيسي، بينما ينتقل بخار الزئبق الأولي على نطاق نصف الكرة الأرضية، ما يجعل انبعاثات الزئبق مصدر قلق عالمي. يمكن ذكر مثال آخر، وهو ما يسمى «واقعة استنفاد الزئبق عند شروق الشمس في القطبين» إذ يتأثر تحول عنصر الزئبق إلى زئبق ثنائي التكافؤ بزيادة النشاط الشمسي ووجود بلورات الجليد، ما يؤدي إلى زيادة كبيرة في ترسب الزئبق خلال فترة ثلاثة أشهر (من مارس إلى يونيو تقريبًا).
يحدد الانتواع أيضًا كيفية التحكم في انبعاثات الزئبق في الهواء.، إذ يمكن مثلًا رصد انبعاثات مركبات الزئبق غير العضوية (مثل كلوريد الزئبق) بشكل معقول بواسطة بعض أجهزة التحكم (مثل أجهزة تنقية الغاز الرطب)، في حين تنخفض القدرة على رصد الزئبق الأولي في معظم أجهزة التحكم بالانبعاثات.